# العلاقات البرتغالية الجورجية
العلاقات البرتغالية الجورجية هي العلاقات الثنائية التي تجمع بين البرتغال وجورجيا.

## مقارنة بين البلدين
هذه مقارنة عامة ومرجعية للدولتين:
| وجه المقارنة                                              | البرتغال                                                  | جورجيا                          |
| --------------------------------------------------------- | --------------------------------------------------------- | ------------------------------- |
| المساحة (كم2)                                             | 92.21 ألف                                                 | 69.70 ألف                       |
| عدد السكان (نسمة)                                         | 10.60 مليون                                               | 3.72 مليون                      |
| الكثافة السكانية (ن./كم²)                                 | 114.95                                                    | 53.37                           |
| العاصمة                                                   | لشبونة                                                    | تبليسي، كوتايسي                 |
| اللغة الرسمية                                             | اللغة البرتغالية، اللغة الميراندية                        | اللغة الجورجية، اللغة الأبخازية |
| العملة                                                    | يورو، اسكودو برتغالي                                      | لاري جورجي                      |
| الناتج المحلي الإجمالي (بليون دولار)                      | 217.57 مليار                                              | 15.16 مليار                     |
| الناتج المحلي الإجمالي (تعادل القوة الشرائية) بليون دولار | 307.82 مليار                                              | 35.68 مليار                     |
| الناتج المحلي الإجمالي الاسمي للفرد دولار أمريكي          | 19.22 ألف                                                 | 3.79 ألف                        |
| الناتج المحلي الإجمالي للفرد دولار أمريكي                 | 28.76 ألف                                                 |                                 |
| مؤشر التنمية البشرية                                      | 0.830                                                     | 0.754                           |
| رمز المكالمات الدولي                                      | +351                                                      | +995                            |
| رمز الإنترنت                                              | .pt                                                       | .ge، .გე ‏                       |
| المنطقة الزمنية                                           | توقيت غرب أوروبا، توقيت غرب أوروبا الصيفي، أوروبا/لشبونة ‏ | ت ع م+04:00                     |

## منظمات دولية مشتركة
يشترك البلدان في عضوية مجموعة من المنظمات الدولية، منها:
| علم المنظمة | اسم المنظمة                             | تاريخ انضمام البرتغال | تاريخ انضمام جورجيا |
| ----------- | --------------------------------------- | --------------------- | ------------------- |
|             | اتفاقية السماوات المفتوحة               | ?                     | ?                   |
|             | يونسكو                                  | 11 مارس 1965          | 7 أكتوبر 1992       |
|             | الفريق المعني برصد الأرض                | ?                     | ?                   |
|             | مؤسسة التمويل الدولية                   | 8 يوليو 1966          | 29 يونيو 1995       |
|             | مجلس أوروبا                             | ?                     | 27 أبريل 1999       |
|             | مؤسسة التنمية الدولية                   | 29 ديسمبر 1992        | 31 أغسطس 1993       |
|             | منظمة التجارة العالمية                  | ?                     | 14 يونيو 2000       |
|             | منظمة الأمن والتعاون في أوروبا          | 25 يونيو 1973         | 24 مارس 1992        |
|             | المنظمة الأوروبية لسلامة الملاحة الجوية | 1986                  | 2012                |
|             | الاتحاد البريدي العالمي                 | ?                     | ?                   |
|             | الاتحاد الدولي للاتصالات                | 1866                  | 7 يناير 1993        |
|             | الأمم المتحدة                           | 14 ديسمبر 1955        | 31 يوليو 1992       |
|             | البنك الدولي للإنشاء والتعمير           | 29 مارس 1961          | 7 أغسطس 1992        |
|             | المنظمة الهيدروغرافية الدولية           | ?                     | ?                   |

## وصلات خارجية
- موقع وزارة الخارجية البرتغالية
- موقع وزارة الخارجية الجورجية